# 扎切皮利夫卡
49°11′47″N 35°14′42″E / 49.19639°N 35.24500°E
扎切皮利夫卡（烏克蘭語：Зачепилівка），或按俄语译为扎切皮洛夫卡，是位於烏克蘭東部的市級鎮，由哈爾科夫州别列斯京区的扎切皮利夫卡市鎮負責管轄。它是該市鎮的行政中心，亦曾是扎切皮利夫卡區被撤消前的行政中心。該鎮始建於十八世紀中期，面積7.04平方公里，2024年人口3,101，人口密度每平方公里626.28人。